# L'État de siège
Pour les articles homonymes, voir État de siège (homonymie).
Pour un article plus général, voir Philosophie d'Albert Camus.
L'État de siège est une pièce de théâtre écrite par Albert Camus en 1948. Elle traite de la peur, plus exactement de la mise en place d'un régime totalitaire par l'instrumentalisation de la peur.

## Présentation
Dédiée à Jean-Louis Barrault, cette pièce est le fruit d'une étroite collaboration entre Camus et le metteur en scène, bien que ce soit Camus qui ait écrit le texte.
Écrite au lendemain de la Seconde Guerre mondiale, la pièce dénonce le fonctionnement des régimes totalitaires en démontant le mécanisme de soumission de la peur. Albert Camus pense à la dictature d'Hitler, mais surtout à celle de Franco qui ne prendra fin qu'en 1975. En effet, la pièce se passe en Andalousie, à Cadix — les références de Camus furent souvent le théâtre espagnol de l'Âge d'or (il a adapté certaines pièces de Calderón).
Le discours de Camus est universel. Il veut avant tout prévenir contre un éventuel retour de ce type de régime. Il aborde ainsi les thèmes de la résistance, de la révolte et de la liberté comme garde-fou contre la manipulation, la résignation, la soumission, la passivité… Repousser ce danger suppose des concessions politiques, sociales, ou même — semble-il — privées.

La pièce n'a pas été très bien accueillie au départ par la critique, qui s'attendait à une adaptation du roman La Peste. Camus en était pourtant fier, d'autant qu'il a pu considérer cette œuvre comme « celui de ses écrits qui [lui] ressemble le plus ». Il déclarait à son propos : 

« Mon but avoué était d'arracher le théâtre aux spéculations psychologiques et de faire retentir sur nos scènes murmurantes les grands cris qui courbent ou libèrent aujourd'hui des foules d'hommes. »

## Représentations

### Création
La pièce est créée le 27 octobre 1948 au Théâtre Marigny par la compagnie Renaud-Barrault sous la direction de Simone Volterra.
- Musique : Arthur Honegger
- Décor et costumes : Balthus
- Mise en scène : Jean-Louis Barrault[1]

#### Distribution à la création
- Pierre Bertin : la peste
- Madeleine Renaud : la secrétaire
- Pierre Brasseur : Nada
- Maria Casarès : Victoria
- Albert Medina : le juge
- Marie-Hélène Dasté : la femme du juge
- Jean-Louis Barrault : Diego
- Charles Mathieu : le Gouverneur
- Régis Outin : l'Alcade
- Éléonore Hirt : femme de la cité
- Simone Valère : femme de la cité
- Ginette Desailly : femme de la cité
- Christiane Clouzet : femme de la cité
- Janine Wansar : femme de la cité
- Jean Desailly : homme de la cité
- Jacques Berthier : homme de la cité
- Beauchamp : homme de la cité
- Gabriel Cattand : homme de la cité
- Jean-Pierre Granval : homme de la cité
- Bernard Dhéran : homme de la cité
- Jean Juillard : homme de la cité
- William Sabatier : homme de la cité
- Pierre Sonnier : un garde
- Jacques Galland : un garde
- Marcel Marceau : le convoyeur des morts

### Reprises
- 2023 : mise en scène Emmanuel Besnault, compagnie L'Éternel Été
- 2017 : mise en scène Emmanuel Demarcy-Mota à l'Espace Cardin[4].
- 2006 : mise en scène Charlotte Rondenez, Théâtre de la Joncquière[8]
- 1999 : mise en scène Emilien Urbach, Quinzaine des compagnies[9]
- 1964 : mise en scène Roland Monod, Festival de Chalon-sur-Saône[10]